# Caloptilia pallescens
Caloptilia pallescens là một loài bướm đêm thuộc họ Gracillariidae. Nó được tìm thấy ở Thổ Nhĩ Kỳ.